# Barr (地名の語根)
バールまたはバル、バー（Barr-）は先インド・ヨーロッパ語族の語根。「樹木が茂った丘」「自然の障壁」を意味する。
一般名詞「bar」（バー#Bar（一般名詞））の概念をふくみ、次のように地名につく。フランス語の例をいくつか示す。
- バール (バ＝ラン県)はアルザス地域圏にあるコミューン。
- バール (コレーズ)（英語版）はリムーザン地域圏コレーズのコミューン。
- バール＝シュル＝オーブとバール＝シュル＝セーヌ（英語版）はともにシャンパーニュ地方オーブ県のコミューン。
- バル＝ル＝デュックはロレーヌ地域圏のコミューン。

ただしアルプ＝マリティーム県の「ル・バール＝シュル＝ルー」の語根は古語（仏: Albarn）が語源で、これにあてはまらない。すなわち意味は現代フランス語: auburn と同じ「金褐色の、赤褐色の」を指す。
アルプス地域では次のように、岩の断崖を指す。
- バール＝デ＝ゼクラン（英語版）はオート＝アルプ県にある山で、モンブランを除くとフランスでいちばん高い。

この「Bar-」をバスク語の「ibar」（谷）と混同してはならない。